# Amara (Curtonotus)
Amara (Curtonotus) – podrodzaj rodzaju Amara, chrząszczy z  rodziny biegaczowatych i podrodziny Pterostichinae.

## Taksonomia
Takson opisał w 1827 roku James Francis Stephens. Gatunkiem typowym jest Carabus convexiusculus Marsham, 1802.

## Występowanie
Podrodzaj rozprzestrzeniony holarktycznie. Do fauny europejskiej należy 12 gatunków. W Polsce występują 3 następujące:
- A. aulica
- A. gebleri
- A. convexiuscula

## Systematyka
Do tego podrodzaju należy 87 opisanych gatunków:
- Amara agona Tschitscherine, 1898
- Amara alexandriensis Hieke, 1988
- Amara alpina (Paykull, 1790)
- Amara andreae Tschitscherine, 1898
- Amara arnoldiana Kryzhanovskij, 1974
- Amara asiatica Jedlicka, 1957
- Amara aulica (Panzer, 1796)
- Amara badakshana Kryzhanovskij, 1974
- Amara banghaasi Baliani, 1933
- Amara beicki Hieke, 1988
- Amara beybienkoi Kryzhanovskij, 1974
- Amara blanchardi Hayward, 1908
- Amara bokori Csiki, 1929
- Amara brevicollis (Chaudoir, 1850)
- Amara carinata (LeConte, 1848)
- Amara castanea Putzeys, 1866
- Amara charchirensis Hieke, 1993
- Amara chormaensis Hieke, 1995
- Amara conoidea Putzeys, 1866
- Amara convexiuscula Marsham, 1802
- Amara cribricollis Chaudoir, 1846
- Amara daurica Motschulsky, 1844
- Amara deparca (Say, 1830)
- Amara deserta Krynicky, 1832
- Amara disproportionalis Hieke, 1993
- Amara durangensis Van Dyke, 1943
- Amara dux Tschitscherine, 1894
- Amara dzhungarica Kryzhanovskij, 1974
- Amara extrema Hieke, 1995
- Amara fodinae Mannerheim, 1825
- Amara gansuensis Jedlicka, 1957
- Amara gebleri Dejean, 1831
- Amara gigantea (Motschulsky, 1844)
- Amara glebi Kabak, 2009
- Amara goniodera Tschitscherine, 1895
- Amara harpaloides Dejean, 1828
- Amara hiekei Kryzhanovskij et Mikhailov, 1987
- Amara hiogoensis (Bates, 1873)
- Amara humerangula Hieke, 1995
- Amara hyperborea Dejean, 1831
- Amara ignatovitschi Tschitscherine, 1894
- Amara involans Hieke, 2000
- Amara irkuteana Jedlicka, 1957
- Amara jacobina LeConte, 1855
- Amara juldusiensis Hieke, 1988
- Amara kadyrbekovi Kabak, 1991
- Amara kangdingensis Hieke, 1997
- Amara karzhantavensis Kabak, 1991
- Amara kataevi (Sundukow, 2001)
- Amara kiritshenkoi Kryzhanovskij, 1974
- Amara klapperichi Jedlicka, 1956
- Amara kochi Baliani, 1940
- Amara koiwayai Hieke, 1993
- Amara kryshanowskii Hieke, 1976
- Amara kurnakowi Hieke, 1994: 310
- Amara lacustris LeConte, 1855
- Amara larisae (Sundukow, 2001)
- Amara macronota Solsky, 1875
- Amara medvedevi Kryzhanovskij, 1974
- Amara milalaensis Hieke, 1997
- Amara misera Tschitscherin, 1894
- Amara mixta Baliani, 1943
- Amara muchei Jedlicka, 1962
- Amara multipunctatus Kabak, 1997
- Amara nataliae Kryzhanovskij, 1974
- Amara nebrioides Kryzhanovskij, 1974
- Amara negrei Hieke, 1976
- Amara peculiaris Tschitscherine, 1894
- Amara pennsylvanica (Hayward, 1908)
- Amara propinqua Menetries, 1832
- Amara pterostichina (Hayward, 1908)
- Amara retingensis Hieke et Schmidt, 2009
- Amara shahristana Kryzhanovskij et Mikhailov, 1987
- Amara shinanensis Habu, 1953
- Amara sifanica Tschitscherine, 1894
- Amara sogdiana Kryzhanovskij, 1974
- Amara somoni Jedlicka, 1968
- Amara sublustris Tschitscherine, 1898
- Amara susamyrensis Hieke, 1988
- Amara thoracica Hayward, 1908
- Amara torrida Panzer, 1796
- Amara transiliensis Kryzhanovskij, 1974
- Amara tschitscherinella Hieke, 1990
- Amara tumida A. Morawitz, 1862
- Amara validipes Tschitscherine, 1888
- Amara vecors Tschitscherine, 1899
- Amara yupeiyuae Hieke, 2000